# Південно-Західна Русь

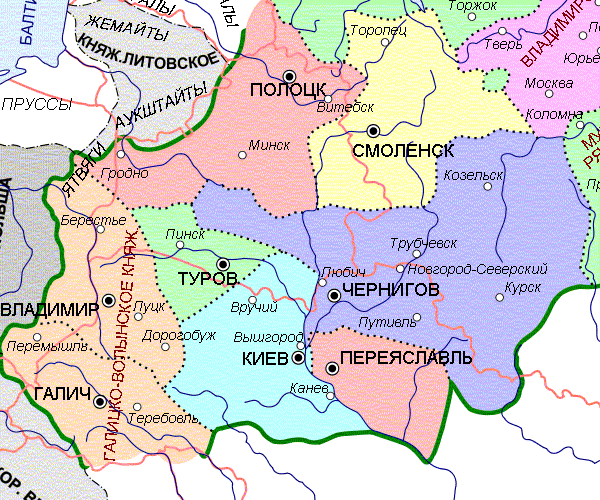
Південно-західні руські князівства на момент монгольської навали 1237—1240

Південно-Західна Русь (у російських істориків XIX століття також у формі Південно-Західна Росія) — поширене в російській та українській історичній літературі сукупне позначення Київської, Галицької, Волинської, Подільської та Чернігово-Сіверської земель, а також Буковини та Закарпаття.
Застосовується до періоду феодальної роздробленості Русі, а також до епохи приналежності цих земель до  Великого князівства Литовського та  Польського королівства (з 1569 — Речі Посполитої), Угорщини та  Молдови.
В часи Київської Русі та феодальної розробленості, Середнє Подніпров'я просто називали Руською землею, вона була адміністративно поділена між Київським, Переяславським та Чернігівським князівствами, в той час як інші землі зазвичай не ідентифікувалися як Руська земля.
При описі східнослов'янської міграції відомий історик Василь Ключевський протиставляє Південно-Західну Русь Північно-Східній, відзначаючи першу як джерело міграційних процесів домонгольського часу, її розорення степовими кочівниками, зниження політичного значення, а також подальшу долю під владою Литви та Польщі, відмінну від долі північно-східних руських земель.
Термін Південно-Західна Русь часто використовується в контексті другого етапу Батиєвої навали в 1239-1240, що послідувала за походами в Північно-Східну Русь в 1237-1238.
У деяких авторів зустрічається також використання поняття Південно-Західна Русь в більш вузькому сенсі, стосовно тільки до Галицько-Волинського князівства. Землі середнього Подніпров'я при такому слововживанні звуться, як правило, Південною Руссю.